# Баттута (музыка)
Баттута (итал. battuta, от battere — «ударять») — специальная палочка, служившая в XV—XVIII веках для отбивания такта. Считается одной из предшественниц современной дирижёрской палочки.
В своём развитии дирижирование прошло несколько этапов, одним из которых было управление ритмической стороной исполнения с помощью стука. Для этой цели и использовалась баттута, чаще всего представлявшая собой массивную трость из металла или дерева. Этой тростью руководитель музыкального коллектива отбивал такт, стремясь в первую очередь обеспечить ритмически ровное исполнение.
Впервые баттуту использовал в 1564 году итальянский композитор Джованни да Палестрина. В эпоху Возрождения тактирование баттутой применялось исключительно широко: к нему прибегали не только светские музыканты, но и церковные регенты.
Среди музыкантов, использовавших трость-баттуту, был французский композитор Жан-Батист Люлли. Дирижируя своим произведением Te Deum, написанным в честь выздоровления короля Людовика XIV, Люлли нанёс сильный удар по собственной ноге. Травма оказалась роковой: из-за нарыва на пальце у композитора развилась гангрена, от которой он и скончался.
Отбивание такта баттутой позволяло задавать и поддерживать ритм и темп, но абсолютно не отражало художественно-выразительный аспект дирижирования. Кроме того, стук дирижёрской палки мешал восприятию музыки слушателями. Поэтому уже к XVIII веку практика «шумного дирижирования» изжила себя. Современное дирижирование возникло на её базе, однако понадобилось время, чтобы движения руки дирижёра вверх и вниз стали восприниматься независимо от звука удара. Лишь в XIX веке дирижёрская палочка стала такой, какой мы её знаем сегодня, — небольшой и лёгкой — а её ролью стало не отбивание ритма, а подчёркивание выразительности жеста.
В то же время во Франции баттута сохранилась в классическом балете — следуя традиции, ею пользуются педагоги Школы танца Парижской оперы для отбивания такта и поправления учеников.